# Rafael Oleo Quadrado
Rafael Oleo Quadrado (Ciudadela (Menorca), 7 de septiembre de 1806 - 8 de mayo de 1879) fue un farmacéutico, botánico e historiador menorquín.
Su padre, Francisco Oléo Benejam, fue diputado de Sanidad y su hermano, Miquel Oleo Quadrado (1802-1862), fue médico y subdelegado de Sanidad en Ciudadela en los años 1831-1852.
Era familiar del médico Miquel Oleo Quadrado, igualmente de Ciudadela.
Creció en el ámbito intelectual de la estirpe de los Oleo de la que desde el siglo XVII salieron toda una serie de médicos y farmacéuticos. Estudió la botánica en Valencia y farmacia (1825) en Barcelona (1834). Destacó por realizar un importante herbario local, una Historia de la Isla de Menorca (en castellano), que es la primera historia impresa en la isla y unas obras de teatro. En 1859 publicó el Catálogo por familias de las plantas recogidas, un inventario botánico de las plantas de la isla de Menorca. Según Miquel Ferrer, su Historia... permanece hoy como obra de consulta obligada.

## Obra
Teatro
- El casamiento por venganza o Enrique y Blanca (1838)

No ficción
- Catálogo por familias de las plantas recogidas en la isla de Menorca, seguido de una reseña topogràfica y climatológica de la expesada isla, Valladolid, Imp. de D.F. Miguel Perillan, 1859
- Exámen de los sistemas botánicos, o sea disertación sobre la taxonomia botanica, (1829) Manuscript
- Historia de la Isla de Menorca, dos volúmenes (1874-1876), Ciudadela, Tip. de Salvador Fàbregues, 647 y 679 páginas

## Reconocimientos
- Socio de la Real Academia de Ciencias y Artes de Barcelona
- El 8 de febrero de 1951 es nombrado hijo ilustre de Ciudadela
- Ciudadela le dedicó una calle[3] y una sala en el Museo Municipal de Ciudadela.[4]
- En la Plaza Nueva se le erigió una estatua de bronce[1][5]